# II. Hillél
II. Hillél (? – 365 körül) ókori zsidó nászi (fejedelem) körülbelül 330-tól haláláig.

## Élete
III. Júda fia és utóda volt. Több jogi döntése és rendelkezése mellett az ő műve volt a zsidó naptár kijavítása, hogy a hold- és napévet egyensúlyba hozza. Ebből a célból szökőéveket (hónapot és napot) iktatott be a naptárba (a Szanhedrin megbízásából). II. Constantius római császár zsarnoksága alatt a vallási üldözés a zsidókra is kiterjedt és így nehézségekbe ütközött a Hillélnek a Szanhedrint összehívni, holott az egész diaszpóra zsidósága csak a pátriárkától és Szanhedrintól fogadott el irányítást. Az ünnepnapok megállapításánál az új császár, Julianus Apostata rendkívüli jóindulattal viseltetett Hillél szemben, őt többször kitüntette, leveleiben barátságról biztosította és a zsidók sorsának javítását ígérte meg, illetve felfüggesztette a külön zsidó-adót.